# سانتوس
سانتوس یا سانتوز، شهری در ایالت سائوپائولو در کشور برزیل است.

## مشخصات
این شهر در سال ۱۵۴۵ توسط نجیب زاده ای پرتغالی بنام براس کوباس ایجاد شد.

## اقتصاد
سانتوس بزرگترین بندر ساحلی در آمریکای لاتین می‌باشد و در سال ۲۰۰۶ بالغ بر ۷۲ میلیون تن نقل و انتقال داشته است. این شهر دارای مجتمع‌های بزرگ صنعتی و مراکز تجاری کشتیرانی است. حجم عظیمی از صادرات قهوه جهان و نیز فولاد، نفت، اتومبیل و کتان از این بندر انجام می‌شود. در اکتبر ۲۰۰۶ نفت خام سبک در ساحل سانتوز کشف شد.
سانتوس حدود ۷۹ کیلومتر از سائوپائولو فاصله دارد.

## شهرهای خواهرخوانده
- شیمونوسکی، ژاپن
- ناگازاکی، ژاپن
- فونچال، پرتغال
- تریسته، ایتالیا
- کویمبرا، پرتغال
- آنسیائو، پرتغال
- آورکا، پرتغال
- اوشوآیا، آرژانتین
- هاوانا، کوبا
- تتسیو، چین
- نینپو، چین
- کونستانس، رومانی
- اولسان، کره جنوبی
- کولون، پاناما
- کادیس، اسپانیا
- آبادان، ایران نیز درخواست خواهر خواندگی خود را برای این شهر ارائه داده است. [۲]